# Фобия
Фо́бия (от др.-греч. φόβος «страх»), боя́знь — симптом, сутью которого является иррациональный неконтролируемый страх или устойчивое переживание излишней тревоги в определённых ситуациях или в присутствии (ожидании) некоего известного объекта.
Фобия обычно приводит к быстрому возникновению страха и присутствует в течение более шести месяцев. Пострадавший человек идёт на всё, чтобы избежать ситуации или объекта, в степени, превышающей действительную опасность. Если невозможно избежать опасного объекта или ситуации, пострадавший человек испытывает значительные страдания. При фобии крови или травмы может произойти обморок. Агорафобия часто связана с приступами паники. Обычно человек испытывает фобии к ряду объектов или ситуаций.
Фобии можно разделить на специфические фобии, социальную фобию (социофобию) и агорафобию. Типы специфических фобий включают те, которые относятся к определённым животным, природным условиям окружающей среды, крови или травмам, а также конкретным ситуациям. Наиболее распространёнными являются боязнь пауков, змей и высоты. Иногда фобия возникает после стрессовой ситуации, связанной с каким-либо объектом страха. При социальной фобии человек боится ситуации, так как беспокоится о том, что другие могут его осудить. Агорафобия — боязнь открытого пространства, открытых дверей; расстройство психики, в рамках которого появляется страх скопления людей, которые могут потребовать неожиданных действий; бессознательный страх, испытываемый при прохождении без провожатых по большой площади или безлюдной улице.
Специфические фобии рекомендуется лечить с помощью контактной терапии, когда человек знакомится с ситуацией или объектом страха до тех пор, пока страх не пройдёт. Лекарства бесполезны при этом типе фобии. Социальная фобия и агорафобия часто лечатся сочетанием психотерапии и медикаментозного лечения. Используемые медикаменты включают антидепрессанты, бензодиазепины или бета-блокаторы.
Специфическими фобиями страдают около 6—8 % людей в западном мире и 2—4 % людей в Азии, Африке и Латинской Америке. Социальная фобия затрагивает около 7 % людей в Соединённых Штатах и 0,5—2,5 % людей в остальном мире. Агорафобия охватывает около 1,7 % людей. Женщины страдают примерно в два раза чаще, чем мужчины. Обычно заболевание наступает в возрасте от 10 до 17 лет. Количество больных снижается с возрастом. Люди с фобиями подвержены более высокому риску самоубийства, чем люди, фобиями не страдающие.

## Классификация
Большинство фобий подразделяются на три категории, и, согласно пятому изданию Диагностическому и статистическому руководству по психическим расстройствам (DSM-5), такие фобии считаются подтипами тревожного расстройства. Выделяются три категории:
1. Конкретные фобии — страх перед конкретными объектами или социальными ситуациями, которые сразу же вызывают беспокойство и иногда могут привести к приступам паники. Специфическая фобия может быть поделена на четыре категории: страх животных, страх природной среды, страх ситуации, страх повреждения при инъекции крови[8].
2. Агорафобия — страх покинуть дом или небольшую знакомую «безопасную» зону и возможные последующие приступы паники. Страх также может быть вызван различными специфическими фобиями, такими как боязнь открытого пространства, социальная агорафобия, боязнь заражения (боязнь микробов, возможно, осложнённая обсессивно-компульсивным расстройством) или посттравматическое стрессовое расстройство, связанное с травмой, произошедшей на улице.
3. Социальная фобия, также известная как социальное тревожное расстройство — беспокойство о том, что другие его осуждают[2].

Фобии различаются по степени тяжести. Некоторые люди могут просто избегать предмета своего страха и испытывать относительно лёгкое беспокойство по поводу этого страха. Другие страдают от полноценных приступов паники со всеми связанными с этим симптомами. Большинство людей понимают, что они страдают от нелогичного страха, но не в силах преодолеть свою паническую реакцию. Эти люди часто сообщают о головокружении, потере контроля над мочевым пузырем или кишечником, учащённом поверхностном дыхании (тахипноэ), ощущении боли и одышки.

## Дифференциальный диагноз
При дифференциальной диагностике следует различать фобии и навязчивые страхи. В случае фобии страх возникает лишь в присутствии объекта, связанного с фобией. При навязчивых страхах человек испытывает сильную тревожность уже при мысли о возможности встречи с объектом фобии, он может постоянно проводить проверки, даже если осознаёт, что в этом нет необходимости (например, компульсивно проверяет кровать несколько раз, чтобы убедиться, что в ней нет пауков, прежде чем лечь), ему также может мерещиться объект фобии. Фобия является менее серьезной проблемой, чем навязчивый страх.

## Употребление слова «фобия»

### В психиатрии
В психиатрии фобией принято называть патологически повышенное проявление реакции страха на тот или иной раздражитель. Фобия — это сильно выраженный упорный навязчивый страх, необратимо обостряющийся в определённых ситуациях и не поддающийся полному логическому объяснению. В результате развития фобии человек начинает бояться и соответственно избегать определённых объектов, видов деятельности или ситуаций.
Например, при айхмофобии человек старается всеми силами избегать острых предметов, которыми он боится пораниться или поранить других людей. В случае развития аквафобии он боится плавать, а при клаустрофобии поднимается вверх исключительно по лестнице, так как ему страшно находиться в закрытом лифте. Фобию относительно легко можно победить в начале её возникновения, но она может закрепляться в психике человека и усиливаться со временем.
В психоанализе фобией также считается навязчивый невроз, при котором тревога становится ведущим и мотивирующим поведение симптомом. В данном смысле фобия понимается как синоним фобической болезни или тревожной истерии.
В специальном, медицинско-психиатрическом смысле слова только очень небольшая часть из приведённых ниже терминов может быть названа фобией как «клиническим состоянием, требующим психологической коррекции». В частности, если страх выходит из-под контроля человека и препятствует его нормальной жизнедеятельности, может быть поставлен диагноз панического расстройства либо специфической фобии.
Для выявления фобического расстройства часто используют тест на тревогу и фобии — так называемую шкалу Занга для самооценки тревоги.

### Термин «фобия» за пределами психиатрии
Слово «фобия» прошло сложные преобразования в употреблении, и в настоящее время зачастую под «фобиями» понимаются не патологические страхи, а резко отрицательное отношение к кому-либо, чему-либо. Некоторые слова из приведённых ниже — неологизмы, по историческим причинам, имеющие словооснову -фоб- и обозначающие не фобии в клиническом смысле, а негативное отношение к чему-либо, не имеющее патологического характера. Например, таково происхождение слов ксенофобия, русофобия, юдофобия, гомофобия.

## Терапия

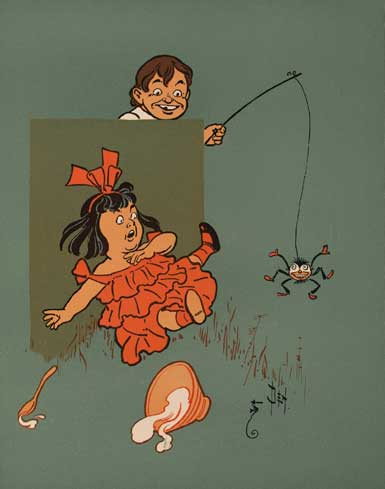
Механизм фобии

В рамках бихевиоризма фобия объяснялась по теории Ивана Павлова как рефлекторная условность на обусловленный страх от некоторого стимула (являющегося угрожающим фактором), которая не завершила процесс угасания, потому что страдающий фобией человек избегает постоянного воздействия угрожающего фактора. Постоянное постепенное воздействие стимула приведёт к угасанию условного рефлекса — фобии.
Самый распространённый метод лечения фобий — постепенное «сближение» пациента с объектом его страха в сочетании с использованием методов релаксации и когнитивно-поведенческой терапии. Эта техника известна как систематическая десенсибилизация. Например, если человек боится собак, то необходимо постепенно приближать к нему собаку, сначала в наморднике и на поводке, потом — без намордника, а потом и без поводка. Процесс «сближения» можно начинать только после того, как психотерапевт или психолог установил причину страха, провёл комплекс корректирующих мероприятий и обучил пациента навыкам релаксации. Эти тренировки в преодолении фобических ситуаций могут осуществляться в условиях как воображаемой, так и реальной фобической ситуации (при воображаемом погружении в ситуацию может использоваться идеомоторная или имаго-тренировка).
Для лечения фобий применяется также метод имплозивной терапии. Эта методика сходна с техникой систематической десенсибилизации, но при ней не используется предварительное обучение релаксации. Данная методика является более быстрой, чем систематическая десенсибилизация, но она вызывает у пациента интенсивные неприятные ощущения, что накладывает ограничения на её использование. Для устранения тревожных мыслей об объекте фобии может использоваться метод «остановки мысли».
При когнитивной терапии фобий модификации подвергаются ошибочные убеждения пациента относительно опасности. Когнитивная терапия фобий краткосрочна и включает в себя 15—20 одночасовых сеансов. На протяжении первых пяти — десяти сеансов при помощи сократического диалога и самонаблюдения в реальных жизненных ситуациях выявляются автоматические мысли, дисфункциональные идеи об опасности и избегающее поведение, отслеживаются связи между этими мыслями, тревогой и избеганием. Далее пациент обучается выявлять логические ошибки в своих автоматических мыслях; постепенно выявляются и тактично подвергаются сомнению глубинные убеждения пациента. При помощи проверки реальностью негативных ожиданий пациента когнитивный терапевт добивается их опровержения, что достигается благодаря постепенному, длительному и успешному погружению in vivo. В ходе сеансов когнитивный терапевт задаёт пациенту (а также пациент задаёт сам себе в промежутках между сеансами) три вопроса:
- Какие существуют данные «за» и «против» такого чувства?
- Какие могут быть другие взгляды на ситуацию?
- Если случится самое плохое — что именно произойдёт? Каковы способы совладания с ним?

В рамках когнитивной терапии было предложено множество техник, направленных на эмоциональные, когнитивные, образные и поведенческие компоненты фобий. Кроме оригинальных техник, разработанных А. Беком и другими сторонниками когнитивной терапии, используются техники поведенческой терапии, мультимодальной поведенческой терапии, гештальт-терапии, рационально-эмотивной и парадоксальной терапии.
Важную роль в рамках когнитивной терапии играют домашние задания на погружение in vivo, предлагающиеся пациенту как наилучший способ проверки иррациональных убеждений. В рамках когнитивной терапии применяется также релаксация, что способствует повышению самоосознавания и демонстрации пациентам их способности справляться с симптомами.
При агорафобии когнитивный терапевт добивается ослабления ипохондрических страхов (боязни сердечного или психотического приступа), переопределяя причины состояния как обусловленного тревогой. При социальной фобии терапевт с помощью сократического диалога, ролевой игры, процедуры обмена ролями и обратной связи от терапевта, а также домашних заданий обнаруживает и оспаривает негативные социальные самооценки пациента.